# Драганич
Драганич (хорв. Draganić) — община в центральной части Хорватии, в Карловацкой жупании. Население общины 2741 человек (2011. В состав общины входит единственный посёлок Драганич.
Подавляющее большинство населения общины составляют хорваты — 95,9 %.
Посёлок Драганич находится на границе с Загребской жупанией, в 12 км к северу от центра Карловаца. Через посёлок проходит шоссе D1 (Загреб — Карловац — Книн — Сплит). Восточнее Драганича проходит автомагистраль A1 и ж/д линия Загреб — Карловац — Риека. Тремя километрами южнее посёлка находится ж/д станция Драганич.